# Parc national d'Opémican
Le parc national d'Opémican est un parc national du Québec (Canada) situé au sud de l'Abitibi-Témiscamingue, entre Laniel et Témiscaming. Le parc a une superficie de 252 km2 et il a été créé le 19 décembre 2013. Il assure la protection de paysage caractéristique des Laurentides méridionales.

## Caractéristiques

### Faune
L'on compte plusieurs espèces importantes à protéger dans ce parc, tel l’esturgeon jaune, le faucon pèlerin, la chauve-souris cendrée ainsi que la chauve-souris argentée.

### Flore
Une dizaine de plantes vasculaires sont présentes.

## Installations et services
Un centre de services, situé dans le secteur de la Pointe-Opémican, offre les services principaux du parc, dont une boutique et un dépanneur, ainsi que l'information aux visiteurs. Il existe aussi un poste d'accueil à Laniel.

### Camping
Il y a un camping rustique, soit celui de la Paroi-aux-Faucons, dans le secteur de la rivière-Kipawa ainsi qu'un camping aménagé à la Pointe-Opémican.